# NGC 427
NGC 427 est une vaste et lointaine galaxie spirale barrée entourée d'un anneau et située dans la constellation du Sculpteur. NGC 427 a été découverte par l'astronome britannique John Herschel en 1834.

## Caractéristiques
Sa vitesse par rapport au fond diffus cosmologique est de 9 916 ± 26 km/s, ce qui correspond à une distance de Hubble de 146 ± 10 Mpc (∼476 millions d'al).
NGC 427 est une galaxie active de type Seyfert 1.2.